# Revolta din Noiembrie

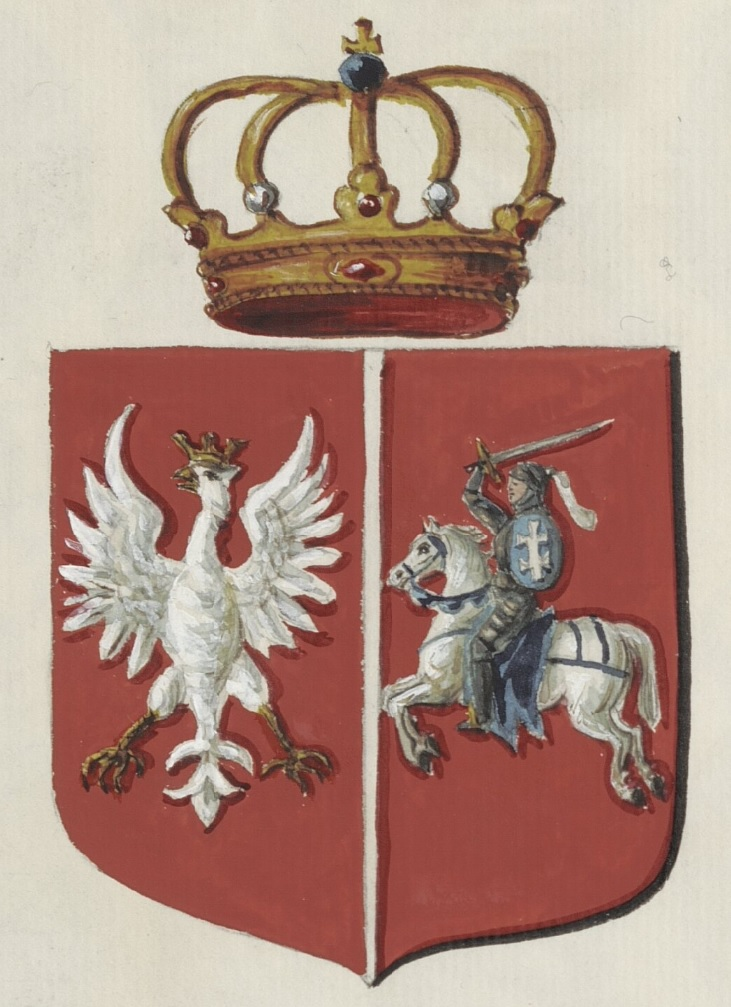

Revolta din Noiembrie (1830-1831) - de asemenea cunoscută și sub numele de Revoluția Cadeților - a fost o rebeliune armată împotriva Imperiului Rus în Polonia, Lituania, Belarus și Ucraina. 
Revolta a început pe 29 noiembrie 1830, în Varșovia, când tinerii subofițeri ai academiei militare a Armatei Imperiale Ruse din oraș s-au răsculat, conduși de Piotr Wysocki. Curând li s-au alăturat mari segmente ale populației poloneze.
În ciuda unor succese locale, revolta a fost, până la urmă, nimicită de o armată rusă superioară numeric, condusă de Ivan Paskevici.

## Polonia antebelică
După împărțirile Poloniei, Polonia a încetat sa mai existe ca entitate politică independentă. Cu toate aceste, Războaiele napoleoniene și participarea poloneză în războaiele împotriva Rusiei și Austria a dus la crearea Ducatului Varșoviei. Congresul de la Viena a dus la încetarea existenței statului, precum și la împărțirea Poloniei între Rusia, Prusia și Imperiul Austriac. Austro-Ungaria a anexat câteva teritorii în sud, Prusia a preluat controlul asupra Marelui Ducat de la Poznań în vest iar Rusia a căpătat hegemonie asupra asa numitei Regatul Congresului.
Inițial, Regatul Congresului s-a bucurat de o mare autonomie internă și se supunea în mod indirect față de Rusia. Unite cu Rusia printr-o uniune personală, cu țarul ca rege al Poloniei, moșiile polonez își putea alege propriul parlament (Seim) și guvern, iar regatul a avut propriile sale instanțe, armată și trezorerie. Deși, de-a lungul timpului, libertățile acordate Regatului au fost treptat erodate iar Constituția a fost treptat neaplicată de către autoritățile ruse. Alexandru I al Rusiei nu a fost niciodată încoronat oficial ca rege al Poloniei (succesorul lui, Nicolae I al Rusiei a fost încoronat rege al Poloniei în mod oficial la 24 mai 1829 în Varșovia). În schimb, în 1815, el l-a numit de facto pe Marele Duce Constantin Pavlovici ca vicerege, fără să ia în considerare Constituția Regatului Poloniei.
Imediat după ce la Congresul de la Viena rezoluțiile au fost semnate, Rusia a încetat să le respecte. În 1819 Alexandru I oprit libertatea presei în Regatul Congresului și introdusă cenzura. Poliția secretă rusă ordonată autorizată de Nikolai Nikolaevici Novosilțev a început persecuția organizațiilor secrete poloneze și în 1821, țarul a ordonat desființarea francmasoneriei. După 1825, sesiunile poloneze din Sejm erau secrete.
În ciuda numeroaselor proteste de diferiți politicieni polonezi care au sprijinit activ uniune personală, Marele Duce Constantin nu a avut intenția de a respectarea Constituția, una dintre cele mai progresiste din Europa la acea vreme. A persecutat organizațiile poloneze sociale și patriotice, opoziția liberală a fracțiunii Kaliszanie, și i-a înlocuit pe polonezi cu ruși în funcțiile administrative importante. Deși era căsătorit cu o poloneză (Joanna Grudzińska), el a fost văzut de obicei ca un inamic al națiunii poloneze. De asemenea, comanda lui asupra armatei poloneze au dus la conflicte grave în corpul ofițeresc. Aceste fricțiuni au dus la conspirații în întreaga țară, mai ales în cadrul armatei.

## Izbucnirea
Lupta armată a început atunci când un grup de conspiratori condus de un tânăr cadet de la școala ofițerilor de la Varșovia, Piotr Wysocki, a luat arme din garnizoana lor la 29 noiembrie 1830 și a atacat Palatul Belvedere, sediul principal al Marelui Duce. Ultima scânteie care s-a produs în Varșovia a fost un plan rusesc de a folosi armata poloneză pentru a suprima Revoluția franceză din iulie și Revoluția belgiană, care încalcă în mod evident Constituția poloneză. Răsculații au reușit să intre în Belvedere, dar Marele Duce Constantin a scăpat în haine de femei. Răsculații apoi s-au întors spre arsenalul principal al orașului, capturându-l după o luptă scurtă. În ziua următoare, civili polonezi înarmați au obligat trupele ruse să se retragă la nord de Varșovia. Acest incident este numit uneori Insurecția din Varșovia sau Noaptea din Noiembrie. (în poloneză Noc listopadowa).